# Цецорська битва (1620)

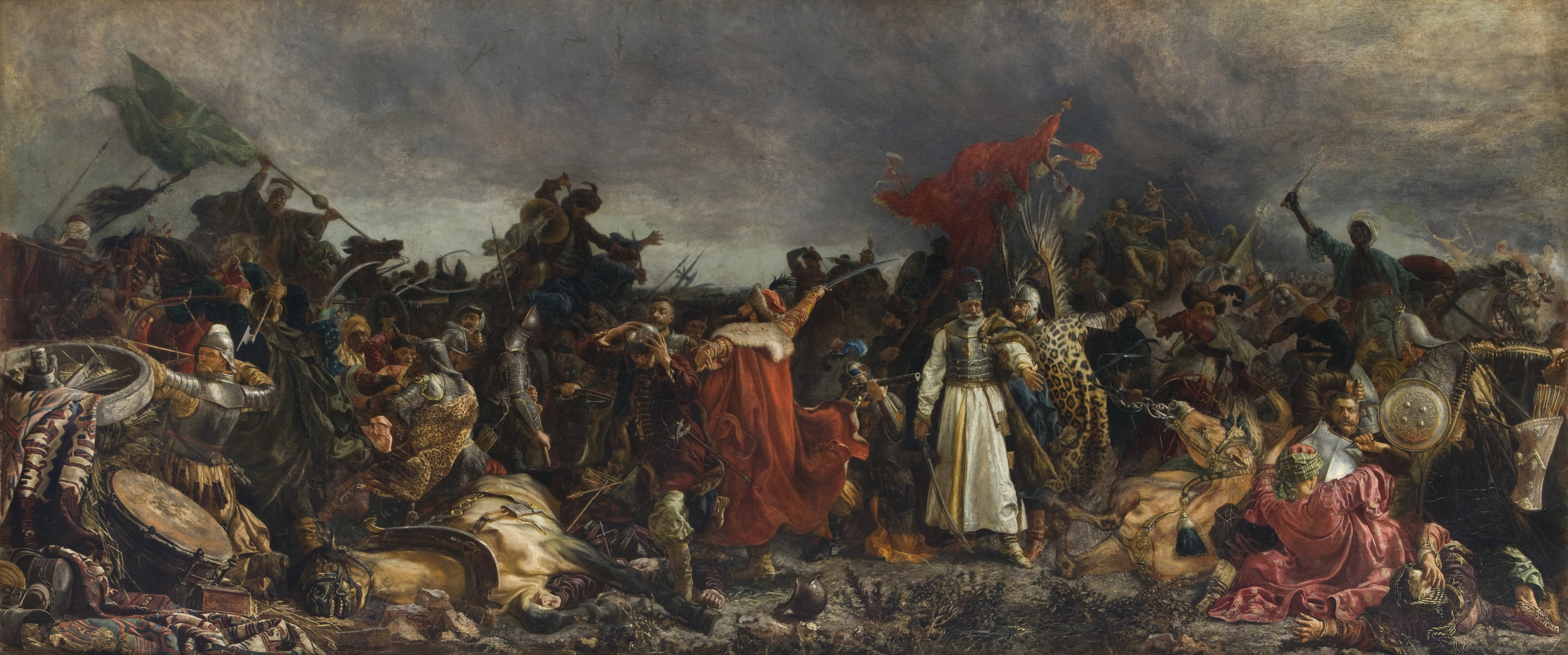
Вітольд Півніцький, Битва під Цецорою, 1878 рік

Цецо́рська битва — битва війська Речі Посполитої з турецько-кримськими військами біля села Цецора поблизу Ясс. Битва стала початком польсько-турецької війни 1620—1621 рр., вінцем якої була оборона Хотина та пізнішим підписання трактату, що підтверджував умови Миру у Буші 1617 року. Воєнні дії тривали з 17 вересня до 7 жовтня 1620 року.

## Командувачі
Командувачами 8-тисячної турецької армії були Іскендер-паша (паша Боснії) та Саримсаґ-паша, 120-тисячної кримської — калга-султан (брат кримського хана Мехмед III Ґерая) Шахін Ґерай.
Командувачами 12-тисячної річпосполитської армії були 73-річний великий коронний гетьман Станіслав Жолкевський, польний коронний гетьман Станіслав Конєцпольський, князь Самійло Корецький, Струсь, Гаспар Граціані (3000 війська).
В битві брала участь шляхта волинська, подільська, руська, козаки з Бару (Стефан Хмелецький). Також брали участь теребовлянський і вінницький старости Олександр Балабан, Мартин Казановський, князь Самійло Корецький, галицький староста Миколай та Міхал Струсі, Ян Тишкевич, Миколай Потоцький — «Ведмежа лапа», Станіслав «Ревера» Потоцький, кам'янецький староста Валентин-Олександр Калиновський та його син Самуель Єжи Калиновський, Ян (син) і Лукаш Жолкевські, Бичко.

## Передумови битви
23 серпня посли турецького султана вирушили до Ясс, з метою заарештувати Гаспара Граціані і забрати його в Стамбул. Гаспар з-під Ясс з 3000 армією вирушив в Хотин під захист Жолкевського.
Досвідчений в боях гетьман Жолкевський не хотів розпочинати воєнні дії проти османів; за його словами, війна з турками — це не іграшка. Але король настояв на битві і обіцяв дати допомогу (але не надав). Також обіцяв її і Гаспар Граціані (але не надав).

## Підготовка
3 серпня війська Конєцпольського і князя Корецького стали табором під Орининим. 10 серпня Конєцпольський і кн. Корецький прибули в Кам'янецький(Подільський). Через три дні військо вирушило до Буші і стало там табором під молдавським кордоном.

## Хід битви

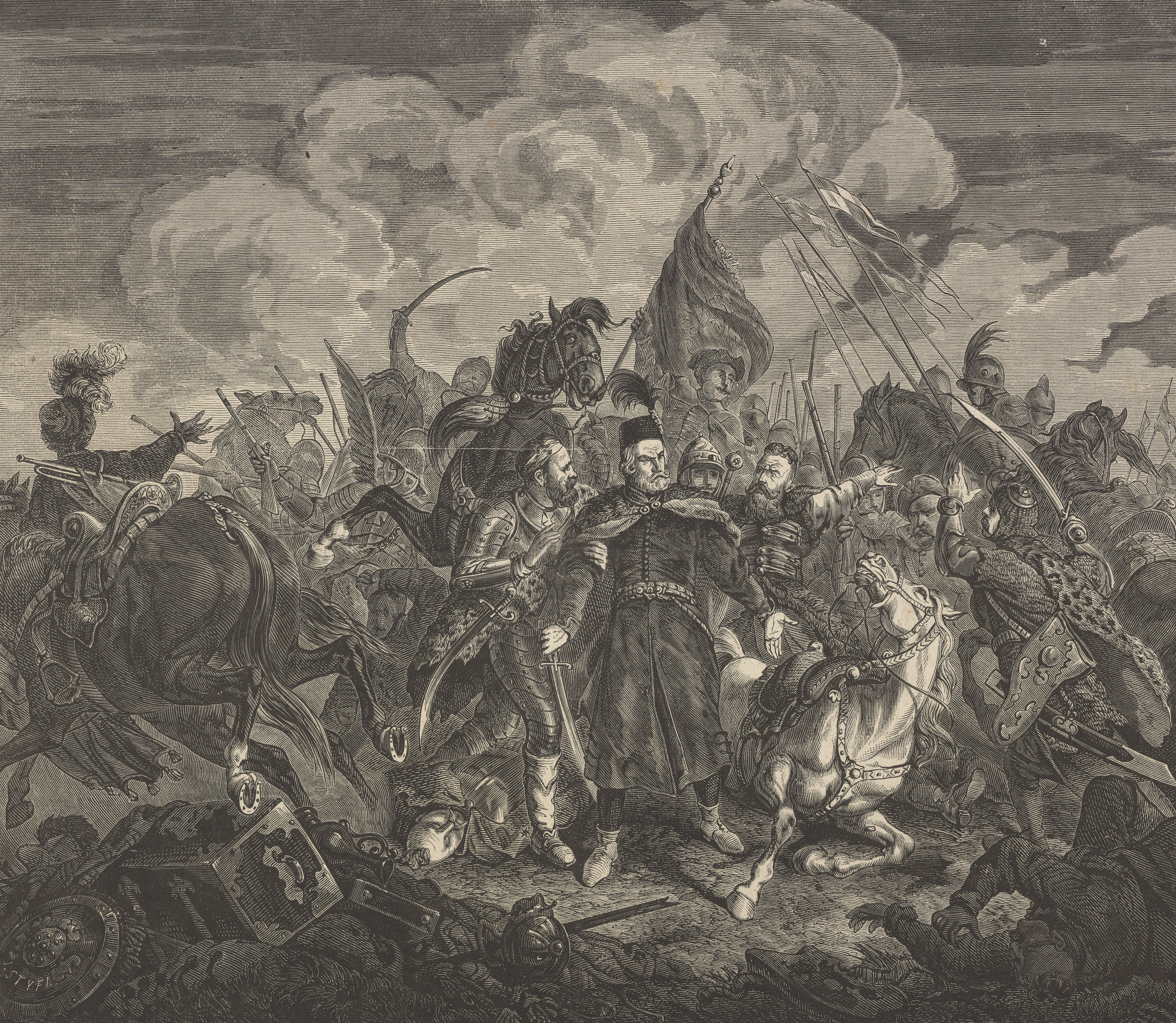

9-10 вересня 1620 р. біля с. Цецора військо зустрілося з великими турецько-кримськими силами.
Жолкевський під Цецорою зрозумівши, що сили противника набагато більші, ніж вказав Граціані, наказав взяти двох язиків, один з яких сказав, що сили противника 40 000, а другий (взятий пізніше) сказав 100 000. Жолкевський, оцінивши ситуацію, наказав утворити з возів, спаяних ланцюгами, табір і іти в напрямку Могилева на Поділлі, до переправи на Дністрі. Вози були в чотири ряди, по 50 возів в кожному ряду.
Частина шляхти з військом в кількості 3 000, підбурена молдавським господарем Гаспаром Граціані, який заперечував розпорядження відступати до Дністра, а обіцяв щасливо вивести військо через переправу на р. Прут і через Валахію, вирушила до р. Прут. Пізніше, при переправі вбрід всі були легко добитими кримським військом.
Після цієї події військо Жолкевського стояло ще 8 днів, марно чекаючи на допомогу. Відступали війська оточені табором з возів.
Всю дорогу від Цецори до Дністра кримські татари не припиняли нападати на табір Жолкевського.
Перед переправою через Дністер Жолкевський наказав стати табором за пів милі від Дністра, щоб добути провіанту і пороху, якого йому не вистачало. Але серед війська виникли незгоди і деякі вирушили, щоб швидше переправитись через Дністер. В цей час один з табору перейшов до калги-султана і повідомив, що в війську нема згоди, калга-султан тут же розпорядився кинути сили Кантемір Мірзи і розбити військо Жолкевського.
6 жовтня (27 вересня) 1620 р. біля самого кордону Речі Посполитої (біля Могилева) кримське військо під проводом Кантеміра мірзи оточило річпосполитський табір. Наступного дня військо було цілком розгромлене.

## Втрати
Гетьман Жолкевський поліг в бою під Могилевом-Подільським (На полях села Савки (мол. Сауца)). Гаспар Граціані був убитий по дорозі в Валахію. Олександр Калиновський та його син загинули під час переправи через Прут.
Князь Корецький та Струсь, Ян Жолкевський (син), Лукаш Жолкевський, Олександр Балабан, Ференчбег та 6 інших шляхтичів були взяті Іскендером-пашою в полон і доставлені до калги-султана Шахін Ґерая. Капітан німецької кавалерії Герман Денгофф був убитий з 15 іншими. Іскендер паша забрав в калги-султана Корецького та Ференчбега і послав їх турецькому султану. Гетьман Конєцпольський та син брата Жолкевського дісталися калзі-султану, інших 4 шляхтичів відправили в Крим.
В полон потрапили також: Марцін Казановський, Миколай Потоцький, Станіслав «Ревера» Потоцький. В бою поліг Михайло Хмельницький та в полон потрапив його син Богдан.
Вийшли неушкодженими шляхтичі Стефан Хмелецький та Теофіл Шемберг (написав щоденик битви).

## Наслідки
60 000 кримська армія, послана калга-султаном, пішла на Покуття і Львів спустошуючи все навколо і поверталася з походу з багатствами та більше як 100.000 полонених русинів (українців), з яких до Криму дійшло тільки 30.000, багато загинуло від холоду. В цей час були зруйновані Глиняни.
В листопаді 1620 боснійський Іскендер Паша загинув в Аккермані наглою смертю від руки своїх слуг.
Наступного року розпочався похід турецького війська під проводом султана Османа ІІ на Польщу. Після довгих боїв під Хотином обидві сторони уклали мир.

## Пам'ятники
Дружина гетьмана Регіна Гербурт на місці, де загинув Станіслав Жолкевський поставила пам'ятник з мармуровою плитою, на якій золотими буквами був напис на латині. Пам'ятник був до середини 19 ст. Відрубану голову Жолкевського, яку відправили турки султану в Стамбул, його дружина викупила пізніше за великі гроші, яких вона не мала, крім того вона збирала у родичів та просила допомогу в короля, щоб викупити з полону сина Івана.
Станіслав Жолкевський та син Іван поховані Регіною Гербурт в костелі в Жовкві.
У червні 1912 пам'ятник Жолкевському був відбудований, посприяла цьому шляхта Могилева-Подільського під організацією князя Голубецького. Пам'ятник розташований за 4 км від с. Савки (мол. Sauce), за 8 км від Дністра, по правій стороні дороги, яка веде з м. Атак до с. Аріанешті. Пам'ятник стоїть на могилі.

## Цецорська битва в народній творчості
|  | «Відкіль їдешь? Від Дунаю. «А що чував про Михайлу? «Еге чував! я сам видав: Йшли Ляхи на три шляхи, Козаченьки на чотири, А Татаре поле крили. А в тім, війську Козацькому Їхав возок, тай покритий Червоною китайкою, Заслугою Козацькою. А в тім візку було тіло, Порубане, і почорніле; За тим возком кінь, Лицарьский Веде коня хлоп Козацький, Держить в руци спис довгенькии, А у другий меч ясненький, — Ой ще з меча і кров тече. По Михайлу мати плаче. Не дуже син порубаний, Головонька на три части, Біле тіло на чотири. |